# یواس‌اس مارگردن (اس‌اس-۲۲۷)
یواس‌اس مارگردن (اس‌اس-۲۲۷) (به انگلیسی: USS Darter (SS-227)) یک زیردریایی است که طول آن ۳۱۱ فوت ۹ اینچ (۹۵٫۰۲ متر) می‌باشد. این زیردریایی در سال ۱۹۴۳ ساخته شد.